# Germarostes aphodioides
Germarostes aphodioides is een keversoort uit de familie Hybosoridae. De wetenschappelijke naam van de soort is voor het eerst geldig gepubliceerd in 1800 door Illiger.